# Gouvernement Siedlce
Het Gouvernement Siedlce (Russisch: Седлецкая Губерния, Pools: Gubernia siedlecka) was een gouvernement (goebernija) van Congres-Polen. De hoofdstad was Siedlce.

## Geschiedenis
Het gouvernement Siedlce werd in 1867 opgericht uit het gouvernement Lublin. Het gouvernement Siedlce was een heropleving van het Gouvernement Podlasie, nu gouvernement Siedlce. In 1912 werd het gouvernement Siedlce onderdeel van het Gouvernement Cholm.